# OPRM1
OPRM1 (англ. Opioid receptor mu 1) – білок, який кодується однойменним геном, розташованим у людей на короткому плечі 6-ї хромосоми. Довжина поліпептидного ланцюга білка становить 400 амінокислот, а молекулярна маса — 44 779.
| 10         |  | 20         |  | 30         |  | 40         |  | 50         |
| ---------- |  | ---------- |  | ---------- |  | ---------- |  | ---------- |
| MDSSAAPTNA |  | SNCTDALAYS |  | SCSPAPSPGS |  | WVNLSHLDGN |  | LSDPCGPNRT |
| DLGGRDSLCP |  | PTGSPSMITA |  | ITIMALYSIV |  | CVVGLFGNFL |  | VMYVIVRYTK |
| MKTATNIYIF |  | NLALADALAT |  | STLPFQSVNY |  | LMGTWPFGTI |  | LCKIVISIDY |
| YNMFTSIFTL |  | CTMSVDRYIA |  | VCHPVKALDF |  | RTPRNAKIIN |  | VCNWILSSAI |
| GLPVMFMATT |  | KYRQGSIDCT |  | LTFSHPTWYW |  | ENLLKICVFI |  | FAFIMPVLII |
| TVCYGLMILR |  | LKSVRMLSGS |  | KEKDRNLRRI |  | TRMVLVVVAV |  | FIVCWTPIHI |
| YVIIKALVTI |  | PETTFQTVSW |  | HFCIALGYTN |  | SCLNPVLYAF |  | LDENFKRCFR |
| EFCIPTSSNI |  | EQQNSTRIRQ |  | NTRDHPSTAN |  | TVDRTNHQLE |  | NLEAETAPLP |
|            |  |            |  |            |  |            |  |            |

A: Аланін

C: Цистеїн

D: Аспарагінова кислота

E: Глутамінова кислота

F: Фенілаланін

G: Гліцин

H: Гістидин

I: Ізолейцин

K: Лізин

L: Лейцин

M: Метіонін

N: Аспарагін

P: Пролін

Q: Глутамін

R: Аргінін

S: Серин

T: Треонін

V: Валін

W: Триптофан

Кодований геном білок за функціями належить до рецепторів, g-білокспряжених рецепторів, білків внутрішньоклітинного сигналінгу, фосфопротеїнів. 
Задіяний у такому біологічному процесі, як альтернативний сплайсинг. 
Локалізований у клітинній мембрані, цитоплазмі, мембрані, клітинних відростках, ендосомах.